# یوری کوبوری
یوری کوبوری (انگلیسی: Yurie Kobori؛ ۱۹ ژوئیه ۱۹۸۳ – ) بازیگر، و صداپیشه اهل ژاپن بود.